# Людвиг, Карл Фридрих Вильгельм
Карл Фри́дрих Вильге́льм Лю́двиг (нем. Carl Friedrich Wilhelm Ludwig; 1816 — 1895) — немецкий физиолог и педагог, основатель Физиологического института при Лейпцигском университете. Противник витализма, автор учебника по физиологии человека и классических трудов по иннервации кровеносных сосудов и сердца. Открыл секреторные нервы слюнных желёз, депрессорный нерв (нерв Циона — Людвига) и эффект Людвига — Соре.

## Биография
Родился 29 декабря 1816 года в Витценхаузене около Касселя. С 1834 года изучал медицину на медицинском факультете Марбургского университета, с 1836 по 1838 год учился в Университете Эрлангена., затем вернулся в Маргбург, где в 1839 году получил степень доктора медицины. При посредничестве Франца Людвига Фика в 1841 году был назначен вторым прозектором Анатомического института при Марбургском университете, а после того как Фик возглавил этот институт — первым прозектором. В 1842 году защитил диссертацию по теме «De viribus physicis secretionem urinae adjuvantibus» («О физических силах, способствующих выделению мочи») и был утверждён доцентом физиологии, а в 1846 году — экстраординарным профессором сравнительной анатомии. Весной 1847 года познакомился с профессором Берлинского университета И. П. Мюллером и преподавал там своим ученикам, среди которых Г. Гельмгольц, Э. В. фон Брюкке, Э. Г. Дюбуа-Реймон, Р. Вирхов, Дж. Черадини. В 1849 году был избран профессором анатомии и физиологии Цюрихского университета. В 1855 году получил приглашение на место профессора физиологии и зоологии в Военной медико-хирургической академии в Вене.
1 мая 1865 года Людвиг был назначен преемником Эрнста Генриха Вебера в Лейпцигском университете и возглавил кафедру физиологии, которую и сохранил за собой до конца своей жизни. В 1869 году по инициативе Людвига при университете был открыт Физиологический институт, которым он руководил в течение 30 лет. Этот институт был крупнейшим в Европе. Здание имело в плане форму латинской буквы «E»: вдоль располагалось физиологическое отделение, объединяющее отходящие в бок анатомо-гистологическое, химическое и физическое отделения с лабораториями. Кроме того имелся большой лекционный залом, операционная, виварий, помещение для стерилизации материала, а над научными залами находилась помещения правления и сотрудников института. В день 50-летнего докторского юбилея Людвига благодарный Лейпциг присвоил ему звание почётного гражданина.

## Научная деятельность
Научная деятельность Карла Людвига продолжалась в общей сложности 56 лет. Он был весьма точным исследователем, придерживавшимся строго физико-химического метода при анализе жизненных явлений, в особенности в области кровообращения, пищеварения, дыхания, мочеотделения и интересовался почти всеми направлениями физиологии одновременно.
С 1846 года Людвиг занимался разработкой кимографа, измерительного прибора для исследований в области физиологии кровообращения. Например, кривые, полученные от измерений сонной и плевральной нагрузки у собак и лошадей, показали, что систола и выдох увеличивают давление сонной артерии, а диастола и вдыхание понижают его. Благодаря этому изобретению Людвиг стал известен в широких научных кругах, а роль этого изобретения в развитии физиологии сравнивают со значением книгопечатания для прогресса цивилизации.
Во время 10-летней работы в Военной медико-хирургической академии в Вене Карл Людвиг изобрел газовый насос для крови, объяснил основные процессы в обмене дыхательных газов, исследовал лимфатическое образование и движение, а также открыл медуллярный вазомоторный центр. В это же время у него было много иностранных студентов, особенно из Российской империи. Помимо физиологии, он также работал в области физической химии. В 1856 году он опубликовал первое описание открытой им термодиффузии, позднее названное эффектом Людвига — Соре, в честь него и швейцарского физика и химика Шарля Соре (фр. Charles Soret, 1854—1904). В 1868 году изобрел аппарат для измерения скорости кровообращения, так называемые часы Людвига.
Важное значение в науке имели его физическая теория мочеотделения, применение к выяснению многих жизненных явлений теории эндосмоса и эндосмотических эквивалентов, устройство им кимографа для измерения кровяного давления и масса работ по кровообращению и иннервации сердца и кровеносных сосудов, сделанных как при помощи кимографа, так и другого изобретённого им аппарата для Он установил наличие общего сосудисто-двигательного центра продолговатом мозге, регулирующего величину просвета сосудов. В 1866 году Карл Людвиг совместно с И.Ф. Ционом открыл у кролика nervus depressor, раздражение центрального конца которого вызывает рефлекторное резкое падение кровяного давления и расширение кровеносных сосудов.
В 1851 году Карл Людвиг, исследуя деятельность слюнных желез, экспериментально доказал наличие в них специфических секреторных нервов и влияние их на слюноотделение. Людвиг широко развил и усовершенствован метод изучения функций изолированных органов как внутри, так и вне тела, а также изучал газовый обмен крови и лимфы при помощи специально построенного им так называемого кровяного насоса, и вообще этот вопрос занимал его до последних лет его жизни. Почти все отделы физиологии пищеварения становились предметом его исследований и его учеников: движения кишечной трубки, химические явления пищеварения, явления всасывания из кишечной трубки и дальнейшая судьба переваренных веществ, как пептонов, так и жиров, в крови и теле вообще, со строгой последовательностью изучались им и его учениками. Даже учение о рефлексах, раздражительности спинного мозга и вопросы из физиологии органов чувств были подвинуты трудами его учеников. Кроме того, Людвиг посвящал немало времени на изучение гистологического строения всех существеннейших органов животного тела.
Им написана крупная работа Учебник по физиологии человека. С 1866 года труды его и его учеников помещались в издававшемся и редактировавшемся им издании «Arbeiten aus d. physiologischen Anstalt zu Leipzig», a затем в «Arch. f. Physiologie Du Bois-Reymon». Вынужденный по самой природе своей специальности прибегать к вивисекциям, Людвиг был в то же время человеком с нежным сердцем: он никогда не допускал никаких бесцельных терзаний животных, был в течение 20 лет председателем Лейпцигского общества покровительства животным и до конца жизни оставался его членом.

## Преподавательская деятельность
Людвиг был талантливым учителем, создавшим обширную школу учеников, из которых большинство занимало кафедры физиологии и других отраслей медицины в университетах многих европейских стран. В его лаборатории совершенствовали своё образование более 300 учёных из разных стран мира. За исключением Германии, к нему приезжали учиться студенты в основном из России, Италии, Швеции, Дании, Франции, Англии и США.
Учениками Карла Людвига были:
- Александр Роллетт — впоследствии профессор физиологии в Университете Карла и Франца в Граце;[13]
- Генри Боудич[англ.] (с 1869 по 1871 год) — первый и самый известный американский физиолог, профессор Гарвардской медицинской школы;[14]
- Чарльз Майнот[англ.] (с 1873 по 1874 год) — в то время ведущий американский эмбриолог, профессор Гарвардской медицинской школы;[15]
- Анджело Моссо (с 1873 по 1874 год) — итальянский физиолог, профессор Туринского университета.
- Джон Абель (в 1884 году) — позже профессор фармакологии в Университете Джонса Хопкинса;[16]
- Франклин Молл[англ.] (в 1885 году) — позже профессор анатомии в Университете Джонса Хопкинса;[17]

По мнению русского физиолога И. М. Сеченова, который в 1858—1859 годах проводил исследования в лаборатории Людвига, «родоначальником физиологии в России второй половины XIX века следует считать Людвига». Для русских медиков в те годы Людвиг прочёл цикл частных лекций по кровообращению и иннервации кровеносных сосудов, на которых помимо Сеченова присутствовали терапевт С. П. Боткин, хирург Л. А. Беккерс и другие. В его лаборатории в разные годы работали также такие российские медики как П. П. Эйнбродт, В. В. Томса, А. А. Шеффер, Ф. В. Овсянников, Н. П. Бакст, И. Ф. Цион, затем ученик Циона — будущий нобелевский лауреат И. П. Павлов (с 1884 по 1886 год), И. П. Щелков, А. О. Ковалевский, А. А. Шмидт, И. М. Догель, В. М. Бехтерев и другие.
За помощь в подготовке кадров он был избран почётным членом Императорского Санкт-Петербургского университета.

## Награды и звания
- Королевский саксонский тайный советник (гехаймрат)[19]
- Командор I класса королевского саксонского Ордена Альбрехта со звездой.
- Командор II класса королевского саксонского Ордена Заслуг.
- 1865 — член Саксонской академии наук в Лейпциге[20]
- 1867 — избран членом Леопольдины[21]
- 1871 — иностранный член-корреспондент Петербургской академии наук[5]
- 1874 — Почетный член Императорского Московского университета.
- 1876 — Медаль Котениуса[22]
- 1877 — Медаль Бали Королевского колледжа врачей в Лондоне[23]
- 1878 — баварский Орден Максимилиана «За достижения в науке и искусстве»[19]
- 1882 — член Американской академии искусств и наук[24]
- 1884 — Медаль Копли Королевского общества в Лондоне[25]
- 1889 — Командор I класса шведского королевского Ордена Полярной звезды[19]
- 1889 — Рыцарь королевского прусского ордена «Pour le mérite за достижения в науке и искусстве»[26]
- 1890 — почётный гражданин города Лейпцига.
- 1890 — доктор философии honoris causa Лейпцигского университета.
- 1893 — член Национальной академии наук США.

Кроме того, Карл Людвиг был членом академий наук в Берлине, Вене, Мюнхене, Париже, Риме, Турине, Стокгольме, Уппсале и других
С 1932 года вручается почетная медаль Карла Людвига Немецкого общества кардиологов, которой награждаются за вклад в области исследований сердечно-сосудистой системы.

## Память
- В 1973 г. Международный астрономический союз присвоил имя Карла Людвига кратеру на видимой стороне Луны.
- Имя Карла Людвига присвоено Физиологическом институту Лейпцигского университета.